# Rambla de Arejos
Rambla de Arejos este o arie protejată (arie specială de conservare — SAC, sit de importanță comunitară — SCI) din Spania întinsă pe o suprafață de 4,39 ha, integral pe uscat.

## Localizare
Centrul sitului Rambla de Arejos este situat la coordonatele 37°22′27″N 1°38′25″W / 37.3741°N 1.6402°V.

## Înființare
Situl Rambla de Arejos a fost declarat sit de importanță comunitară în aprilie 1999 pentru a proteja 3 specii de animale. Situl a fost protejat și ca arie specială de conservare în ianuarie 2015.

## Biodiversitate
Situată în ecoregiunea mediteraneană, aria protejată conține 7 habitate naturale: Stepe sărăturate mediteraneene (Limonietalia), Pseudostepă cu ierburi și specii anuale de Thero-Brachypodietea, Matorral arborescenți cu Zyziphus, Dune cu vegetație ierboasă Malcolmietalia, Vegetație anuală la limita mareei, Tufărișuri termo-mediteraneene și de pre-deșert, Dune de pe litoral fixate cu Crucianellion maritimae.
La baza desemnării sitului se află mai multe specii protejate:
- mamifere (1): liliacul mic cu potcoavă (Rhinolophus hipposideros)
- pești (1): Aphanius iberus
- reptile (1): Testudo graeca

Pe lângă speciile protejate, pe teritoriul sitului au mai fost identificate 1 specie de plante.